# آگونیست-آنتاگونیست

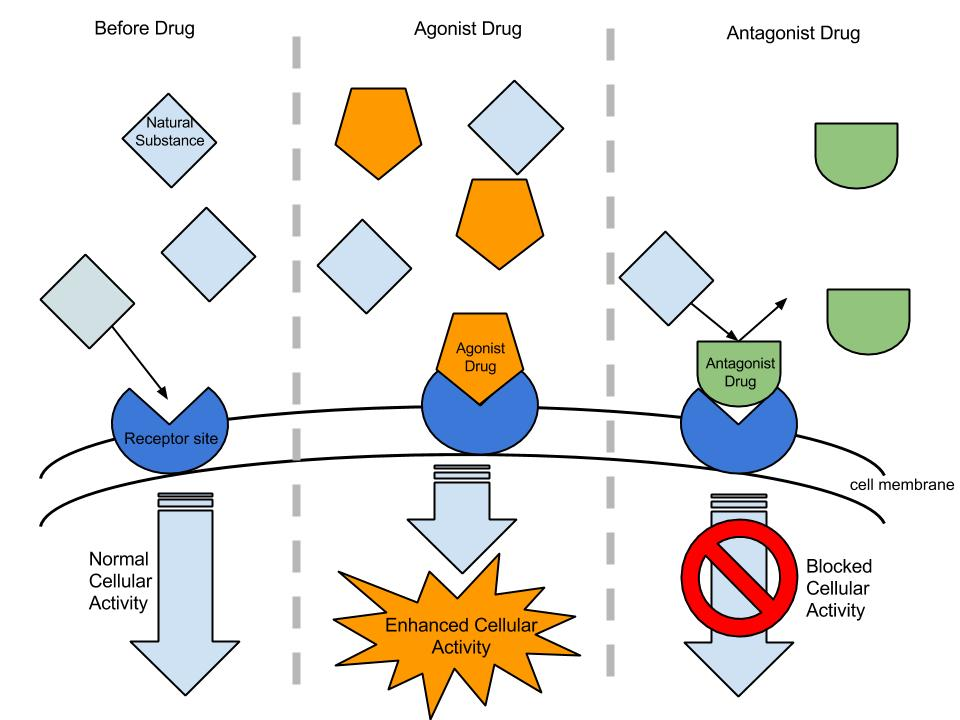
آگونیست درمقابل آنتاگونیست

در داروشناسی، عبارت آگونیست-آنتاگونیست یا آگونیست/آنتاگونیست آمیخته (همستیز-همکنش) برای اشاره به دارویی به کار می‌رود که تحت برخی شرایط همچون آگونیست (ماده ای که کاملاً گیرنده ای که به آن متصل می شود را فعال می کند) و در شرایط دیگری همچون آنتاگونیست (ماده ای که گیرنده ای که به آن متصل می شود را فعال نکرده و قادر به مسدود کردن فعالیت دیگر آگونیست ها است) رفتار می کند.
انواع آگونیست/آنتاگونیست های آمیخته شامل لیگاندهای گیرنده‌ای است که برای برخی از انواع گیرندگان نقش آگونیست و برای برخی دیگر نقش آنتاگونیستی را ایفا می کنند، یا در برخی بافت ها نقش آگونیستی درحالی که در برخی دیگر نقش آنتاگونیستی دارند (که به آن تعدیل کنندگان گیرنده انتخابی نیز می گویند).